# Zągoty (gmina)
Zągoty – dawna gmina wiejska istniejąca do 1954 roku w woj. warszawskim. Siedzibą władz gminy były Zągoty.
W okresie międzywojennym gmina Zągoty należała do powiatu płockiego w woj. warszawskim. Po wojnie gmina zachowała przynależność administracyjną. Według stanu z 1 lipca 1952 roku gmina składała się z 25 gromad.
Gminę zniesiono 29 września 1954 roku wraz z reformą wprowadzającą gromady w miejsce gmin. Jednostki nie przywrócono 1 stycznia 1973 roku po reaktywowaniu gmin, a jej dawny obszar wszedł głównie w skład gmin Bielsk i Stara Biała.